# Benedict Singh
Benedict Ganesh Singh (* 2. Dezember 1927 in Buxton, Guyana; † 12. September 2018 in Georgetown) war ein guyanischer Geistlicher und römisch-katholischer Bischof von Georgetown.

## Leben
Benedict Ganesh Singh wurde in eine kinderreiche Familie geboren; seine Eltern waren Joseph Alexander Singh und dessen Ehefrau Matilda Amanda Fredericks. Er studierte Philosophie und Theologie und wurde an der Urbaniana-Universität in Rom mit einer Dissertation über The Theory of Revelation in Hindu Philosophy and Religion zum Dr. theol. promoviert. Er empfing am 7. Dezember 1954 in Rom die Priesterweihe für das Bistum Georgetown.
Nach seiner Rückkehr nach Guyana war Benedict Singh Kaplan der Pfarrei Our Lady of the Mount im Stadtteil Meadow Bank von Georgetown. Von 1958 bis 1968 war er Pfarrer der Pfarrei Our Lady of the Annunciation in Malgre Tout bei Vreed en Hoop, zu der auch die Essequibo Islands (Wakenaam) und der gegenüberliegende Küstenstreifen gehörten. Bischof Richard Lester Guilly SJ ernannte ihn 1968 zum Generalvikar des Bistums Georgetown.
Papst Paul VI. ernannte Benedict Singh am 16. Januar 1971 zum Titularbischof von Arsennaria und zum Weihbischof in Georgetown. Bischof Richard Lester Guilly spendete ihm am 18. April desselben Jahres die Bischofsweihe; Mitkonsekratoren waren Kenneth Roderick Turner SFM, Bischof von Lishui, und Patrick Webster OSB, Bischof von Saint George’s in Grenada.
Am 12. August 1972 wurde er zum Bischof von Georgetown ernannt. Am 10. November 2003 nahm Papst Johannes Paul II. sein altersbedingtes Rücktrittsgesuch an.
Benedict Singh starb nach längerer Krankheit 2018 im Balwant Singh Hospital in Georgetown. Er wurde in der Krypta der Immaculate Conception Cathedral in Georgetown beigesetzt.